# Phoraspis picta
Phoraspis picta är en kackerlacksart som först beskrevs av Dru Drury 1782.  Phoraspis picta ingår i släktet Phoraspis och familjen jättekackerlackor. Inga underarter finns listade i Catalogue of Life.